# Гренвілл Банток
Сер Гренвілл Рансом Банток (англ. Granville Ransome Bantock; 7 серпня 1868, Лондон, Велика Британія — 16 жовтня 1946, там само) — британський композитор, диригент, і педагог. 

## Біографія
Син видатного шотландського хірурга. Його молодшим братом був драматург і режисер Лідхем Банток. У віці 20 років, коли він почав вивчати рукописи композиторів, в бібліотеці Музею Південного Кенсінґтона, він був залучений до світу музики. Спочатку займався в Тріниті-коледжі в Лондоні, а з 1888 року в Королівській академії музики (професор Фредерік Кордеро, композиція і гармонія). У 1893—1896 роках видавав журнал «New Quarterly Musical Review». У 1897—1901 роках диригент Театру при Новій Брайтонській башті. У 1901—1934 роках професор університету в Бірмінгемі; брав активну участь у створенні Симфонічного оркестру Бірмінгема, який дебютував 5 вересня 1920 року виконанням увертюри «Саул», спеціально написаної Бантоком з цієї нагоди. У своїй творчості нерідко звертався до англійського національного фольклору. Оркестрував і редагував твори англійських вірджинелістів. Обробляв англійські народні мелодії. Банток був посвячений у лицарі в 1930 році. У 1898 році він одружився з Геленою фон Швейцер (1868—1961). 
Серед його учнів були Ентоні Бернард і Ерік Фогг. 

## Пам'ять
У 1947 році засновано Товариство Бантока, першим президентом якого був Ян Сібеліус. Він присвятив Бантокові свою третю симфонію. Йому ж присвятив Марш № 2 ля мінор (1901) зі свого циклу «Урочисті і церемоніальні марші» Едуард Елгар.

## Твори
- Опера Caedmar (1892)
- Опера Eugene Aram (1892)
- Опера «Перлина Ірану» / The Pearl of Iran (1894)
- Опера «Морська діва» / The Seal Woman (за мотивами кельтського фольклору, 1924)
- 2 балети
- 3 симфонії
- 6 симфонічних поем
- 2 струнних квартети
- 3 симфонії для хору a capella: 
  - Atalanta in Calydon (1911)
  - Vanity of Vanities (1913)
  - A Pageant of Human Life (1913)